# Kisasszonyfa
Kisasszonyfa es un pueblo ubicado en el distrito de Sellye, en el condado de Baranya, Hungría.

## Superficie
Posee una superficie de 8,870 kilómetros cuadrados.

## Demografía
Hasta 2019 la población era de 189 habitantes, con una densidad de población de 21,31 habitantes por kilómetro cuadrado.